# Goulburn Roundhouse
Goulburn Roundhouse är ett cirkelformat lokstall invigt 1918 och stängt 1986, beläget i Goulburn i New South Wales i Australien. Sedan 1990-talet har lokstallet varit en del av järnvägsmuseet Goulburn Rail Heritage Centre. Lokstallet uppfördes i samband med att järnvägen mellan Goulburn och Cootamundra byggdes ut till dubbelspår. Vid invigningen var Goulburn Roundhouse ett av två lokstall i Goulburn och hade 42 spår som betjänades av en vändskiva på 75 fot (22,86 meter). De två lokstallen var i bruk samtidigt fram till 1936 då det första stängdes i syfte att spara pengar under den stora depressionen. Under den tid båda var i bruk svarade den första lokdepån, Goulburn North, för allt tungt underhåll och för persontågsloken. Den nya lokdepån, South Goulburn, svarade för godstågsloken och lättare underhåll av dessa. Under 1930-talet anpassades Goulburn Roundhouse för drift av nya större lok, littera D57, bland annat installerades en ny vändskiva på 90 fot (cirka 27,4 meter).
Depån upprustades flera gånger under 1940-talet. Under 1950-talet inleddes anpassning för dieseldrift samtidigt som det anlades ytterligare infrastruktur för ångdrift. Dieseldrift slog igenom på 1960-talet för att helt ersätta ångdrift efter 1971. Detta innebar en minskning av arbetsmängden vid Goulburn, för att hålla de anställda sysselsatta började depån ägna sig åt vagnsreparation. Utrustningen för ångdrift avvecklades under 1970-talet och en del av lokstallet revs. År 1986 tog järnvägsmyndigheten fram planer för att värna jobb på landsbygden. Å andra sidan ville delstaten skära ned på driftskostnader. Detta mynnade ut i att depån stängdes i juli 1986. Järnvägsmyndigheten ingick 1990 ett avtal med Goulburns kommun för att hyra ut lokstallet vilket ledde till att järnvägsmuseet Goulburn Rail Heritage Centre etablerades. Anläggningen är sedan 1999 upptagen i kulturskyddsregistret State Heritage Register.

## Bakgrund

### Järnvägen kommer till Goulburn (1846–1869)
Flera näringsidkare och parlamentsledamöter sammanträffade i Sydney i januari 1846 för att diskutera kolonins transportbehov. Månaden därpå beslutade gruppen att utreda möjligheten att anlägga en järnväg mellan Sydney och Goulburn. I april samma år hölls ett möte i Goulburn för att förmå ortens näringsidkare att bli delaktiga i planeringen och informationsframtagningen. Dessa sammanträffanden utmynnade i järnvägsbolaget Sydney Railway Companys bildande i oktober 1849. Bolagets första avtal att anlägga järnvägen skrevs i mars 1851. Som bygget fortskred blev bolaget beroende av bidrag från kolonin och dess tillgångar skrevs över till delstaten 3 september 1855. Den första sträckan, mellan Sydneys centralstation och Parramatta, invigdes 26 september samma år. Järnvägen till Goulburn invigdes etappvis. Den sista etappen, mellan Marulan och Goulburn, invigdes 27 maj 1869.

### Järnväg runtom Goulburn 1869–1921
Efter att Goulburn hade varit slutstation i sex år, invigdes en förlängning av kolonins södra stambana, Main South Line, till Gunning 9 november 1875. Nästa etapp, från Gunning förbi Yass Junction till Bowning, invigdes 3 juli 1876. Förslag på att dra stambanan genom Yass avslogs av John Whitton, New South Wales chefsingenjör för järnväg, då detta skulle ha ökat järnvägens anläggningskostnad. Järnvägen nådde gränsstaden Albury 3 februari 1881 och mötte där Victorian Railways järnväg från Melbourne. Bland anledningarna för att järnvägen skulle anläggas, fanns en önskan från New South Wales att varor producerade i kolonin skulle exporteras från Sydney i stället för från orter i andra kolonier.
Under 1870-talet ivrade invånare i trakten runt Cooma för en järnvägsförbindelse. Från knuten Joppa Junction, nära Goulburn, invigdes järnvägen till Tarago 1884. Denna blev början av en järnväg som invigdes i flera etapper för att nå Queanbeyan 1887, Cooma 1889 och Bombala 1921. En bibana från Queanbeyan till landets huvudstad, Canberra, invigdes 1914. Beslutet att dra stambanan norr om Yass ledde till klagomål från traktens invånare. Anbud för bygget av en järnväg mellan Yass Junction och Yass Town söktes 1890 och järnvägen invigdes april 1892. En arbetsgrupp rekommenderade 1889 en järnväg mellan Goulburn och Crookwell. Bygget inleddes 1900 och järnvägen invigdes i april 1902. Lok och lokpersonal från Goulburn kom att arbeta utmed samtliga dessa banor.

### Den första depån (1869–1936)

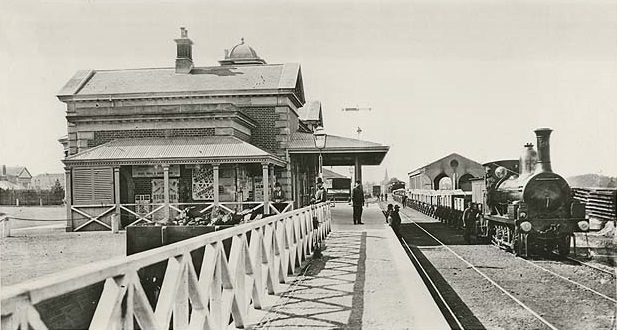
Stationen sedd i riktning mot Sydney cirka 1879. Direkt bakom tåget syns en byggnad där personvagnar uppställdes. Till vänster om den skymtas lokstallet.

I början planerades det att anlägga infrastruktur för rullande materiel, såsom ett lokstall, en vändskiva och ett skjul för personvagnar cirka fem kilometer norr om stationen. Mellan februari och maj 1869 bestämdes det i stället att anlägga lokstallet och övrig infrastruktur nära stationen. Det är oklart varför en plats nära stationen slutligen valdes för lokstallet. En möjlighet är att det skulle ha varit omöjligt för stinsen att övervaka lokstallet och stationen samtidigt om dessa låg långt ifrån varandra. Två faktorer kan har föranlett beslutet att välja en ny plats för depån. Den första var att den tänkta platsen stundom var utsatt för översvämningar och den andra var att vattnet där inte lämpade sig för ånglok.
Lokstallet togs i bruk runt tiden järnvägen invigdes. Byggnadens mått var 40 ×107 fot (cirka 12,2 × 32,6 meter) och hade två spår. En kolbrygga flyttades från Harden till Goulburn 1880 och lokstallet byggdes ut 1881. Ett nytt lokstall uppfördes 1885 cirka 24 meter norr om det första lokstallet. Den nya byggnaden anlades så att de två lokstallen bildade en "L"-form. I mitten av det nya lokstallet fanns ett skjutbord på 50 fot (15,24 meter) och på vardera kortsidan av skjutbordet fanns det tillräckligt långa spår för att rymma ett lok. Sammanlagt var det 15 spår på den ena sidan av skjutbordet och 13 spår på den andra. I samband med anläggningen av den nya byggnaden gjordes det förra lokstallet om till en verkstad.
Depån fortsatte att upprustas. En ny kolbrygga anlades 1891 och samtidigt började hydraulisk utrustning användas för kolning av lok. En vändskiva på 60 fot (cirka 18,3 meter) anlades 1897. Planer på en större utbyggnation av depån förberedes 1913 men gick om inget på grund av penningbrist som en följd av första världskriget. Senast 1914 togs skjutbordet ur bruk och spåren i lokstallet anslöts i stället med växlar. En ny lokstation vid South Goulburn invigdes 1918 och de två lokstationerna brukades samtidigt fram till att den första stängdes 1936. Anläggningen revs 1941.

## Historia

### Planering och tidig drift (1915–1951)

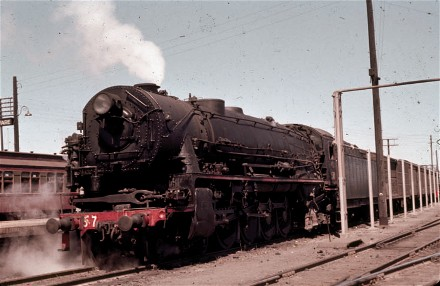
D57-lok kom i bruk vid Goulburn på 1930-talet. I bilden ses loket 5711 vid Junee Railway Station 23 september 1961.

Som en del av arbetet att bygga ut järnvägen mellan Goulburn och Cootamundra till dubbelspår beviljade delstaten anslag för bygget av ett nytt lokstall i Goulburn. Översiktsplaner förbereddes 1915 efter det att platsen för lokstallet hade valts. Den utvalda platsen ligger på avstånd från stationen, intill och högre än vägen Braidwood Road. Placeringen är förenlig med järnvägsväsendets praxis efter första världskriget att bygga nya anläggningar på avstånd från bebyggda områden runtom järnvägsstationer. Efter att detaljplaner hade tagits fram 1916 utarbetades nya planer 1917. Planen från 1917 bestod av två cirkelformade lokstall med 42 spår vardera och utrymme för ytterligare ett lokstall i samma utformning. Det andra och tredje lokstallet kom aldrig att byggas.
Det 42-spåriga cirkelformade lokstallet invigdes 15 maj 1918. Lokstallet är uppfört i målat murtegel till en höjd på 1,6 meter, ovanpå finns fönster med fönsterkarmar i trä och asbestcementplattor. Byggnaden har ett sågtak i korrugerad plåt. Sågtak var den vanligaste taktypen för cirkelformade lokstall i New South Wales. New South Wales hade börjat anlägga cirkelformade lokstall 1905 och detta är ett uttryck på att amerikansk inflytelse hade vunnit mark över brittisk inflytelse. Vid invigningen fanns en vändskiva på 75 fot (22,86 meter) som betjänades av två spår, ett för inkommande lok och ett för avgående lok. Det fanns vid invigningen inte tillräckligt med ekonomiska medel för att flytta all utrustning till det nya lokstallet. Detta innebar att allt tungt underhåll av lok utfördes vid det första lokstallet, Goulburn North. Goulburn North svarade även för persontågsloken, medan godstågsloken använde den nya depån, South Goulburn, där även mindre underhåll utfördes. Beslutet att skilja på persontågs- och godstågslok kan ha varit avsiktligt då en liknande indelning gjordes i Sydney 1916.
South Goulburn försågs med vatten från en reservoar matad från ett vattenmagasin i vattendraget Mulwaree Ponds. Själva dammbyggnaden hade uppförts av järnvägsväsendet och tagits i bruk 1908. I samband med lokstationens anläggning beslutades det att uppföra en till reservoar och på så sätt fördubbla vattenkapaciteten till 1 miljon gallon (cirka 4,55 miljoner liter). Denna andra reservoar anlades 1922. Ett nytt vattenmagasin med större kapacitet anlades 1926–1927 i Mulwaree Ponds. En ny ledning mellan reservoarerna och South Goulburn anlades 1943 och samma år försågs lokstationen med två nya vattenhästar. Lokstationens vatten kom från Mulwaree Ponds fram till 1967 då reservoarerna anslöts till stadsvattnet.
Kolbryggan förlängdes 1922 och hade då en kapacitet på 1 000 engelska ton (1 016 metriska ton). I en plan från 1918 ingick en maskinverkstad på 100 × 50 fot (30,48 × 15,24 meter). Denna kom inte att uppföras. Lokstallet i Wellington, med längd 157 fot (cirka 47,85 meter) och tillräckligt brett för att rymma fyra spår, flyttades till Goulburn Roundhouse 1930. Byggnaden blev känd som Wellington Shed och åtkomst är via spår 19. Ånglok littera D57 började trafikera delstatens södra stambana 1930. För att kunna vända D57-loken byttes vändskivan 1935 till en eldriven modell på 90 fot (cirka 27,4 meter). Året därpå modifierades vändskivan så att den kunde drivas med tryckluft från lok. I syfte att minska kostnader under den stora depressionen på 1930-talet beslutades det att slå samman Goulburns två lokdepåer. Maskineri som fanns vid Goulburn North flyttades till Wellington Shed och anpassades för att köras med elektricitet i stället för ånga.
Ett kontor åt Steam Shed Inspector planerades 1934 och byggdes året därpå. Byggnaden har en träpanelad fasad och verandor på alla sidor och det valmade taket är lagt med korrugerade asbestcementplattor. Kontorets placering nedanför lokstallet är ovanligt. Praxis i New South Wales var att Steam Shed Inspector-kontor skulle vara upphöjda som ett tecken på ämbetets status, alternativ skulle de förläggas till depåns ingång. Att kontorets placering i Goulburn inte stämmer med detta mönster beror på att det inte fanns annan obebyggd mark vid depåns frontsida när kontoret byggdes. Under 1940-talet skedde flera förändringar vid depån. Anläggningen för att tömma lok på aska och hantera restprodukten upprustades och byggdes ut flera gånger under decenniet, inklusive 1944 när pneumatisk utrustning anlades. Utrustning för sandtorkning och en ny sandbehållare uppfördes 1945. Fyra oljetankar anlades 1949–1950 i syfte att förvara bränsleolja åt D55-lok.

### Från ånga till diesel och stängning (1952–1990)

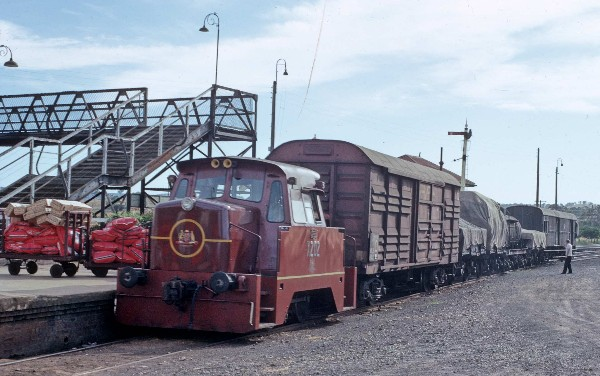
Dieselloket X202 tilldelades Goulburn för bruk mellan Yass Junction och Yass Town. I bilden sett december 1970 vid Yass Junction.

New South Wales första diesellok för stambanetrafik kom i tjänst november 1951. Vid Goulburns lokstation inleddes anpassningen för dieseldrift året därpå när tankningsutrustning inköptes. Ånglokets tid var inte förbi, en av depåns vattentankar utökades i kapacitet från 20 000 gallon till 30 000 gallon (cirka 90 920 respektive 135 380 liter) 1954. Ett 130 fotlångt (cirka 39,6 meterlångt) skjul med pulpettak avsett för bruk av ånglok littera AD60 uppfördes 1960. Samma år anpassades själva lokstallet för dieseldrift genom att spåren 37–42 försågs med dörrar och spåren 37–41 särskilt utrustades med uttag för luft, el, vatten och smörjolja. Goulburns första tilldelning diesellok, tio littera 48, skedde mellan sent 1960 och juni 1961. Dieseldrift på järnvägen mot Bombala inleddes 1959 för att helt ersätta ångdrift 1967. Mot Crookwell inleddes dieseldrift 1961 och hann ersätta ångdrift inom två år. Det beslutades 1962 att sluta använda ånglok för att dra godståg mellan Goulburn och Albury och även att begränsa deras bruk på persontåg på sträckan. Detta efterlevdes inte fullt ut, då ångloksdrift på godståg fortsatte i avtagande omfattning ända till tidigt 1964. Ånglok fortsatte att dra vissa persontåg på sträckan fram till juni samma år.
För att anpassa verksamheten till det minskade behovet av underhåll som övergången till dieseldrift medförde, började man 1962 även att utföra reparation av järnvägsvagnar. Behållare för sammanlagt 24 000 gallon (cirka 109 100 liter) diesel och två behållare på 1 000 gallon (4 564 liter) vardera för ny respektive förbrukad smörjolja fanns på plats 1966. Goulburn tilldelades 1964 ett diesellok av typen X200 för bruk mellan Yass Junction och Yass Town Senast 1967 kom ett till 48-lok. Ånglok slutade att dra tåg vid Goulburn i oktober 1969 men fortsatte i tjänst som växlingslok fram till december 1971. Från och med 1970 började vattenhästarna och vattentankarna att rivas. Bruket av X200-loket upphörde i februari 1972. Byggnaden över spåren 1–17 ansågs vara överflödig och revs 1973. Ett nytt kontor i murtegel uppfördes för chargemannen under sena 1970-talet efter att den tidigare byggnaden brann ned i juni 1975. Den nya byggnaden är belägen nära spår 1. I november 1977 söktes anbud för kolbryggans rivning. På platsen för kolbryggan anlades 1980 och invigdes 1981 en särskild verkstad för vagnreparation. År 1979 byggdes nya dieseltankar vid flera depåer utanför Sydneyområdet. För Goulburns del blev det två tankar på 200 000 liter, medan andra lokstationer, såsom Albury och Werris Creek, fick större tankar. Detta har tolkats som ett tecken på Goulburns avtagande betydelse inom järnvägen.
Persontåg upphörde mellan Goulburn och Crookwell i augusti 1974 och all trafik lades ned efter 1985. Trafik mellan Cooma och Bombala drogs in 1986 och tre år senare drogs trafiken mellan Queanbeyan och Cooma in. Järnvägsväsendet framtog planer 1986 där vartenda lok skulle tilldelas en verkstad där större tillsyn och underhåll skulle utföras, detta i syfte att försäkra jobb i landsbygden. Under planen tilldelades Goulburn 14 stycken 48-lok. Dessa var dock inte samma lok som hörde hemma i Goulburn. Senare under året ändrade delstaten linje och menade att mindre depåer, såsom Goulburn, Casino och Orange, borde stängas för att minska driftskostnaderna. I Goulburns fall skulle allt arbete överföras till Junee. Goulburn stängdes som lokverkstad 4 juli 1986. På stängningsdagen flaggades det uppochnedvänt och på halv stång. När depån stängdes entledigades 24 anställda medan 38 tog tjänst vid Junee och 14 blev lokbesättning. Lok fortsatte att uppställas och tankas vid Goulburn Roundhouse fram till 1990. Framöver kom lok att ställas upp nära stationen.

### Överliggningshus
En plan för ett överliggningshus vid South Goulburn ritades 1916. Byggnaden skulle ha varit i murtegel med ett tegeltak och ha haft 20 sovplatser. Åtkomst till sovrummen var från verandor. Huset uppfördes inte och i stället flyttades ett antal stugor till South Goulburn. Stugorna, som hade måtten 18 × 9 fot (cirka 5,48 × 2,74 meter), kom från olika orter i delstaten. En ny överliggningshusplan framtogs 1925 men kom inte heller att realiseras. Byggnadens planerade mått var 152 × 27 fot (cirka 46,33 × 8,23 meter) med väggar i murtegel med ett tak i asbestcementplattor.
Ett överliggningshus i murtegel uppfördes vid South Goulburn 1935. Huset hade tio sovrum med två sovplatser i varje rum och ett badrum med en toalett och en pissoar. Avskilt från byggnaden var en tvättstuga, även denna i murtegel. Efter dess kom ett antal av bodarna att flyttas till andra orter i delstaten. Huset byggdes ut 1941 med sex nya sovrum och ytterligare en toalett och en pissoar. Tolv hyttor anlades 1950 intill överliggningshuset som bostäder för migranter från andra världskriget som tagit anställning hos järnvägsväsendet. Överliggningshuset var i bruk fram till cirka 1977 och kom tre år senare att byggas om till ett rehabiliteringscentrum för järnvägsanställda lidande av substansmissbruk. Huset kom senare att säljas och användas av bilentusiaster besökande racerbanan Wakefield Park.

## Goulburn Rail Heritage Centre

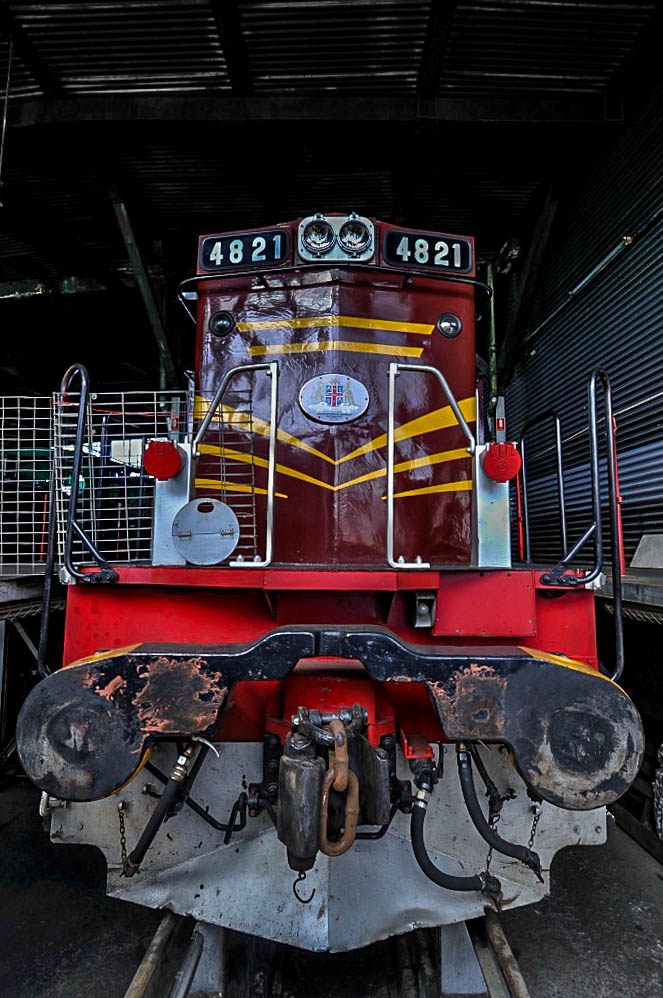
Dieselloket 4821 är ett av loken som tilldelades Goulburn 1960–1961, i bilden sett 2013 i Goulburn Roundhouse.

Samma år som lokstallet stängdes som verkstad, 1986, var det tänkt att det skulle rivas. Efter att ett antal ur lokpersonalen blivit varse planen, inleddes en insats för att förhindra rivningen. Insatsen mynnade ut i att ett tillfälligt rivningsförbud utfärdades. Intresserade parter, bland dem kommunen och järnvägsanställda, fick då två veckor på sig för att framta planer för lokstallets framtid. Ett möte resulterade i att föreningen Goulburn Loco Preservation Group, sedermera Goulburn Loco Roundhouse Preservation Society Inc., bildades. Föreningen bedriver järnvägsmuseet Goulburn Rail Heritage Centre. Järnvägsmyndigheten skrev 1990 ett avtal med Goulburns kommun för att disponera lokstallet med avsikt att ett järnvägsmuseum skulle etableras. Samma år började privatägda lok ställas upp i lokstallet. Vid tiden var det tänkt att museet skulle tjäna som ett nationellt järnvägsmuseum med möjlighet till att underhålla järnvägsfordon på kommersiell basis.
Goulburn Roundhouse och de intilliggande byggnaderna antogs till delstatens kulturskyddregister, State Heritage Register, 2 april 1999. Detta motiverades av att Goulburn Roundhouse är ett av sju kvarvarande cirkelformade lokstall i delstaten. Även det att lokstallet utgör ett gott exempel på en större industriell järnvägsbyggnad och har mycket av sitt ursprungliga material och sin ursprungliga form kvar, poängterades.
Museum of Memorabilia, ett utställningsutrymme på 95 kvadratmeter, tillkom under 2010-talet. Föreningens mål med detta utrymme är att personer som inte har en bakgrund inom järnvägen ska kunna skapa sig en uppfattning om de mindre kända aspekterna av järnvägsverksamheten och om de personer som tillgodoser samhällets behov av järnvägstransporter. En upprustning av utrymmet inleddes 2020 och beräknades kosta 34 410 australiska dollar.
I juli 2013 skadades vändskivan allvarligt då ett tåg kört av Aurizon spårade ur i samband med att det växlade. Skadan uppskattades kosta över 500 000 dollar och gjorde att flera lok blev instängda i lokstallet. Bland de instängda loken fanns ett tillhörande ett kommersiellt järnvägsbolag som fanns på museet för att underhållas och repareras. Vändskivan togs åter i bruk i januari 2016. Evenemanget Streamliners 2016, där 20 diesellok ställdes ut och drog veterantåg, anordnades vid museet 1–3 oktober 2016. Fler än 2 000 personer besökte evenemanget, som också avhandlades i första avsnittet i andra säsongen av Discovery Channels TV-serie Railroads Australia.

### Utställningsföremål (i urval)
- 1072 är en bärgningskran tillverkad av Craven Brothers.[71] Den beställdes 1929 och hade en lyftförmåga på 70 engelska ton (cirka 68,6 metriska ton).[71] Den användes i bärgningsarbetet efter järnvägsolyckan i Rocky Ponds 1948 och gick då på ånga.[71] Kranen blev sedermera ombyggd för att gå på diesel.[71]
- 1076[k] är ett tanklok tillverkat 1884 av Vulcan Foundry som inledningsvis användes för att dra pendeltåg i Sydney.[73] Loket användes som växlingslok i Goulburn 1953–1963 och är sedan 2017 restaurerat.[73]
- 2419 är ett ånglok tillverkat 1891 av Dübs and Company som användes för att dra godståg runt om i New South Wales.[74] Loket flyttades till Goulburn i augusti 1989,[75] och restaurerades ytligt 1997.[74]
- 3085 är ett tanklok tillverkat 1912 av Eveleigh Workshops. Det användes i pendeltågstrafik i Sydney.[76][77]
- 4821 är ett diesellok som tillverkades av A.E. Goodwin Ltd. och tillhör en loktyp som tillverkades i 165 exemplar mellan åren 1959 och 1970.[78] Loktypen användes runt om i New South Wales.[79] Loket är ägt av Goulburn Loco Roundhouse Preservation Society Inc.[80]
- 5908 och 5916 är ånglok tillverkade 1952 av Baldwin Lima-Hamilton Corporation. De användes för att dra godståg.[81] Loken levererades som oljebrännare och är två av endast tre lok av typen D59 som inte byggdes om till kolbränning.[81] Loken flyttades till Goulburn i november 2009.[82]
- E 20756 är en flakvagn och bland de tidigaste boggivagnarna i New South Wales.[83]
- FP7 är en rälsbuss som användes för att transportera anställdas löner.[84] Efter att det hade inretts speciellt för tillfället, åkte Elizabeth II med FP7 1970.[84] Rälsbussen kom till Goulburn i november 1988.[84]
- HC 1386 är en personvagn tillverkad 1909 av Clyde Engineering.[85] Vagnen byggdes om två gånger, först 1938 och sedan 1972.[85] Vagnen togs ur bruk och kasserades i juni 1989.[85]